# Парламентские выборы на Гренаде (2013)
Парламентские выборы на Гренаде прошли 19 февраля 2013 года. Премьер-министр Тиллман Томас объявил о дате новых выборов на конгрессе правящей партии Национально-демократический конгресс 13 января 2013 года. На выборах были избраны 15 депутатов нижней палаты Парламента Гренады, Палаты представителей. 
В результате выборов все 15 мест получила оппозиционная Новая национальная партия.

## Кампания
Уровень безработицы на Гренаде к 2013 году достиг 30 %. Карибский банк развития предупредил, что у Гренады неприемлемый уровень задолженности. Митчел заявлял, что его главный приоритет в случае победы будет создание рабочих мест. После того, как предварительные результаты выборов показали, что его партия побеждает, Митчел заявил он будет работать на объединение страны. Он просил жителей подождать, пока новое правительство примет меры для возрождения экономики, зашедшей в тупик.
Экономика Гренады сильно пострадала в 2004 году от урагана Иван. Десятки людей тогда погибли, было разрушено около 90 % построек острова. Сильно пострадали плантации мускатного ореха, который является основной экспортной культурой Гренады.

## Результаты
| Партии                                       | Голоса | %     | Места | +/–   |
| -------------------------------------------- | ------ | ----- | ----- | ----- |
| Новая национальная партия                    | 32 031 | 58,82 | 15    | +11 ▲ |
| Национально-демократический конгресс         | 22 160 | 40,69 | 0     | –11 ▼ |
| Национальный объединённый фронт              | 186    | 0,34  | 0     | новая |
| Движение независимых кандидатов              | 22     | 0,04  | 0     | новая |
| Старая добрая демократическая партия         | 14     | 0,03  | 0     | 0     |
| Гренадская партия возрождения                | 13     | 0,02  | 0     | новая |
| Объединённая лейбористская партия Гренады    | 13     | 0,02  | 0     | новая |
| Объединённое патриотическое движение Гренады | 11     | 0,02  | 0     | новая |
| Независимые                                  | 5      | 0,01  | 0     | 0     |
| Недействительных/пустых бюллетеней           | 64     | –     | –     | –     |
| Всего                                        | 54 524 | 100   | 15    | 0     |
| Зарегистрированных избирателей/Явка          | 62 243 | 87,60 | –     | –     |
| Источник: Grenada Broadcast                  |        |       |       |       |